# Hippopsis
Hippopsis är ett släkte av skalbaggar. Hippopsis ingår i familjen långhorningar.

## Dottertaxa tillHippopsis, i alfabetisk ordning[1]
- Hippopsis albicans
- Hippopsis apicalis
- Hippopsis araujoi
- Hippopsis arriagadai
- Hippopsis assimilis
- Hippopsis bivittata
- Hippopsis brevicollis
- Hippopsis campaneri
- Hippopsis densepunctata
- Hippopsis femoralis
- Hippopsis fractilinea
- Hippopsis fratercula
- Hippopsis freyi
- Hippopsis gilmouri
- Hippopsis griseola
- Hippopsis insularis
- Hippopsis iuasanga
- Hippopsis lineolatus
- Hippopsis macrophthalma
- Hippopsis meinerti
- Hippopsis minima
- Hippopsis monachica
- Hippopsis mourai
- Hippopsis nigroapicalis
- Hippopsis ocularis
- Hippopsis pallida
- Hippopsis pertusa
- Hippopsis pradieri
- Hippopsis prona
- Hippopsis pubiventris
- Hippopsis quadrivittata
- Hippopsis quinquelineata
- Hippopsis rabida
- Hippopsis renodis
- Hippopsis septemlineata
- Hippopsis septemvittata
- Hippopsis tibialis
- Hippopsis truncatella
- Hippopsis tuberculata